# GIRLY POWER!
『GIRLY POWER!』（ガーリーパワー）は、様々な著名人や女性アーティスト、働く女性たちと著者である増山麗奈の対談集。2011年6月15日に鹿砦社から出版された単行本。
省略して『GIRLY POWER!』（ガーリーパワー）と呼ばれるのが一般的だが、正式なタイトルは『GIRLY POWER!―男性原理→女性原理へ 未来を生み出せ!』である。

## 概要
『GIRLY POWER!』で筆者と対談する人物は、冒頭から順に、門司健次郎、森下泰輔、小滝かれん、近藤智美、真珠子、群馬県の農家の女性たち、べてるの家の女性たち、山田裕子、大山結子、鎌仲ひとみ、シャハッド（パレスチナのガザ地区在住の画家）。
巻頭のグラビアページでは、グラビアアイドルの小滝かれん、画家の増山麗奈、現代美術家の大山結子がモデルとして共演し、掲載されている。
複数のインタビュー内で東日本大震災以降の原子力発電をめぐる問題が、繰り返し取り上げられている。
様々な人々とのインタビューや対談を通じて、著者が考える「GIRLY POWER（ガーリーパワー）」という概念についてが描かれている。
『GIRLY POWER!』出版記念イベントには、グラビアアイドルの小滝かれん、現代美術家の大山結子、アーティストの真珠子など、本書の掲載作家たちの他、ゲストとして脱原発アイドルの藤波心も出演した。

## 書誌情報
- 増山麗奈『GIRLY POWER!』 鹿砦社、2011年6月発行、ISBN 978-4-8463-0811-7